# Morgan Motor
Die Morgan Motor Company ist ein britischer Autohersteller für Sportwagen in privater Hand. Das Unternehmen ist weltweit das einzige, das bei Automobilen noch Aufbauten mit Rahmen aus Eschenholz einsetzt. Diese Fertigungstechnik stammt aus dem Kutschenbau. Der Morgan 4/4 hält den Rekord als das am längsten durchgehend produzierte Automodell. Die sehr leichten und teils sehr starken Fahrzeuge von Morgan haben in einer großen Fangemeinde Kultstatus. Pro Jahr werden rund 1000 Fahrzeuge gebaut. Deutschland ist zweitgrößter Markt von Morgan. Der Gesamtumsatz liegt bei 48 Millionen Euro.

## Geschichte
Das Unternehmen wurde 1909 von Harry Frederick Stanley Morgan (* 1881 in Stoke Lacy Rectory, Hereford; † 1959) in Malvern Link, einem Stadtteil von Malvern in der Grafschaft Worcestershire, West Midlands, gegründet. Nach dem Tod des Gründers 1959 übernahm sein Sohn Peter die Geschäftsführung. Peter Morgan starb am 20. Oktober 2003. Sein Sohn Charles leitet seit 1999 die Geschicke des Unternehmens.
2009 hat die Morgan Motor Company ihr 100-jähriges Jubiläum mit zahlreichen Veranstaltungen in Malvern Link und Cheltenham zwischen dem 24. Juli und dem 2. August begangen. Insgesamt wurden 75.000 Fahrzeuge gebaut. Heute gibt es ein Werksmuseum und jährlich rund 25.000 Besucher.
Im April 2019 übernahm der italienische Investor Investindustrial (welcher auch an Aston Martin beteiligt ist) die Mehrheit an der Firma.

### Threewheeler
Zunächst wurden dreirädrige Fahrzeuge gebaut, mit Motor und zwei gelenkten Rädern vorne und einem angetriebenen Hinterrad. Das Gewicht des ersten Threewheelers war mit 178 kg angegeben. Im Laufe der Jahre wurden eine große Zahl von Varianten gebaut: „Einfache“ Zweisitzer, auch Viersitzer und Lieferwagen mit Kastenaufbau. Bis 1934 gab es ausschließlich luft- oder wassergekühlte Zweizylinder-Einbaumotoren verschiedener Hersteller. Bekannt sind die JAP-Motoren, aber auch Motoren von Matchless und Anzani. Oft waren die Motoren frei im Fahrtwind stehend vor der Vorderachse eingebaut, andere hatten eine Motorhaube oder den Motor hinter dem Kühler.
Es gab auch Sport- und Rennversionen. So erreichte bereits 1928 ein Threewheeler auf der Brooklands-Rennstrecke eine Höchstgeschwindigkeit von 180 km/h. Ab 1934 kam die F-Baureihe mit anderer Karosserieform hinzu, die auch als Zweisitzer, Viersitzer und in einer Sportversion produziert wurde. „F“ steht für den verwendeten Ford-Motor, ein Vierzylinder-Reihenmotor. 1952 wurde die Produktion der Morgan-Threewheeler beendet.

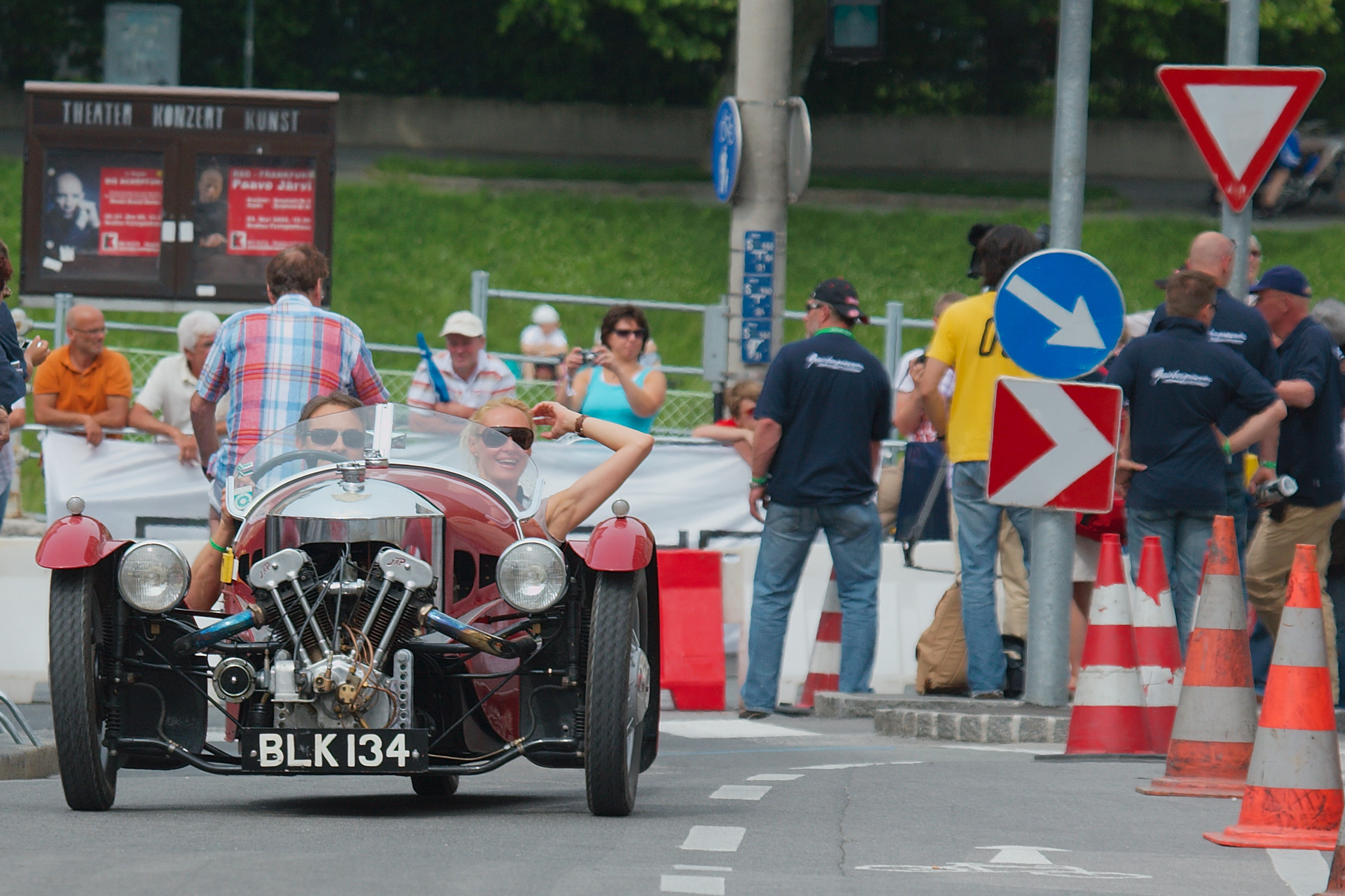
Morgan Threewheeler
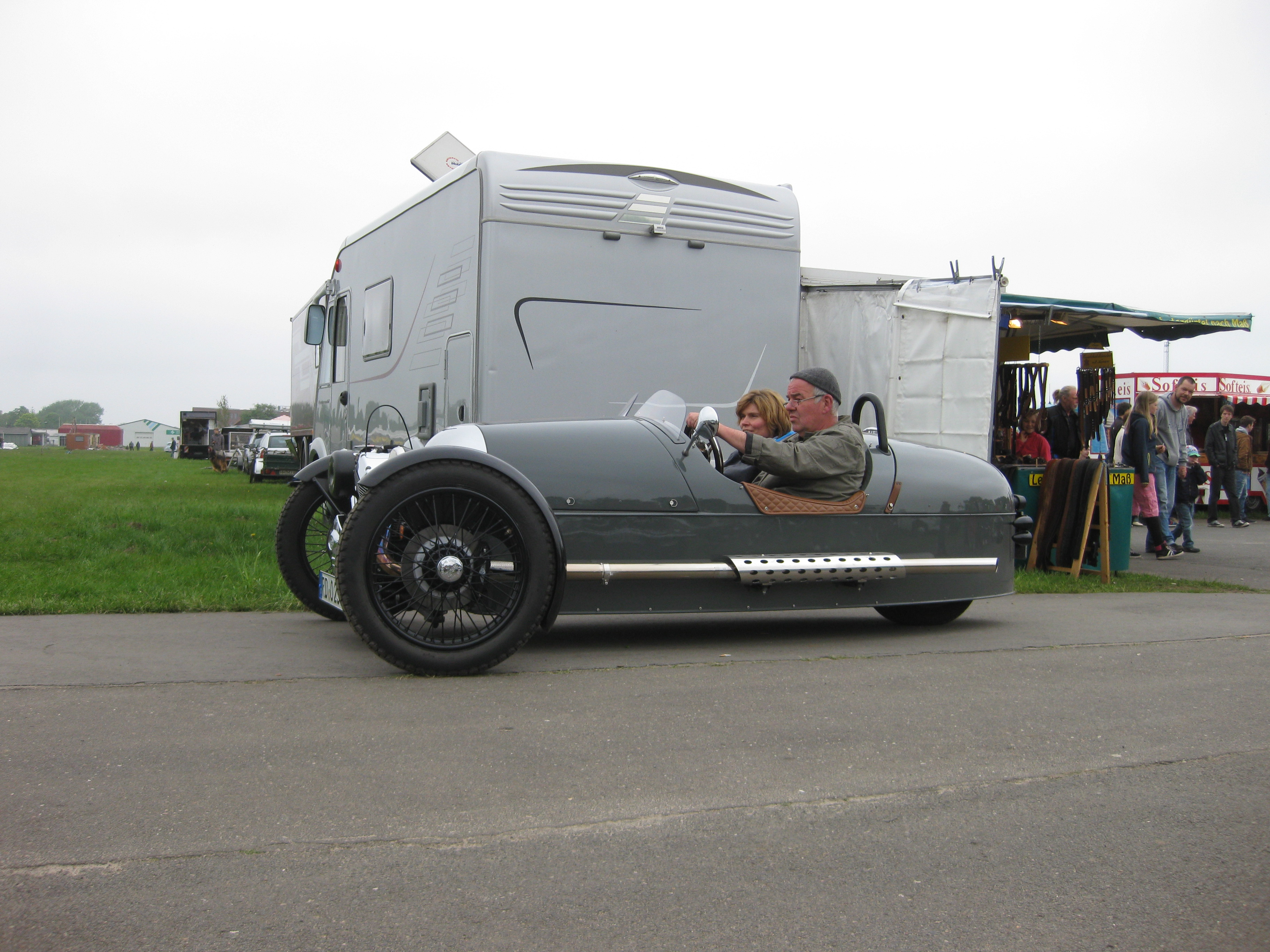
Threewheeler Seitenansicht
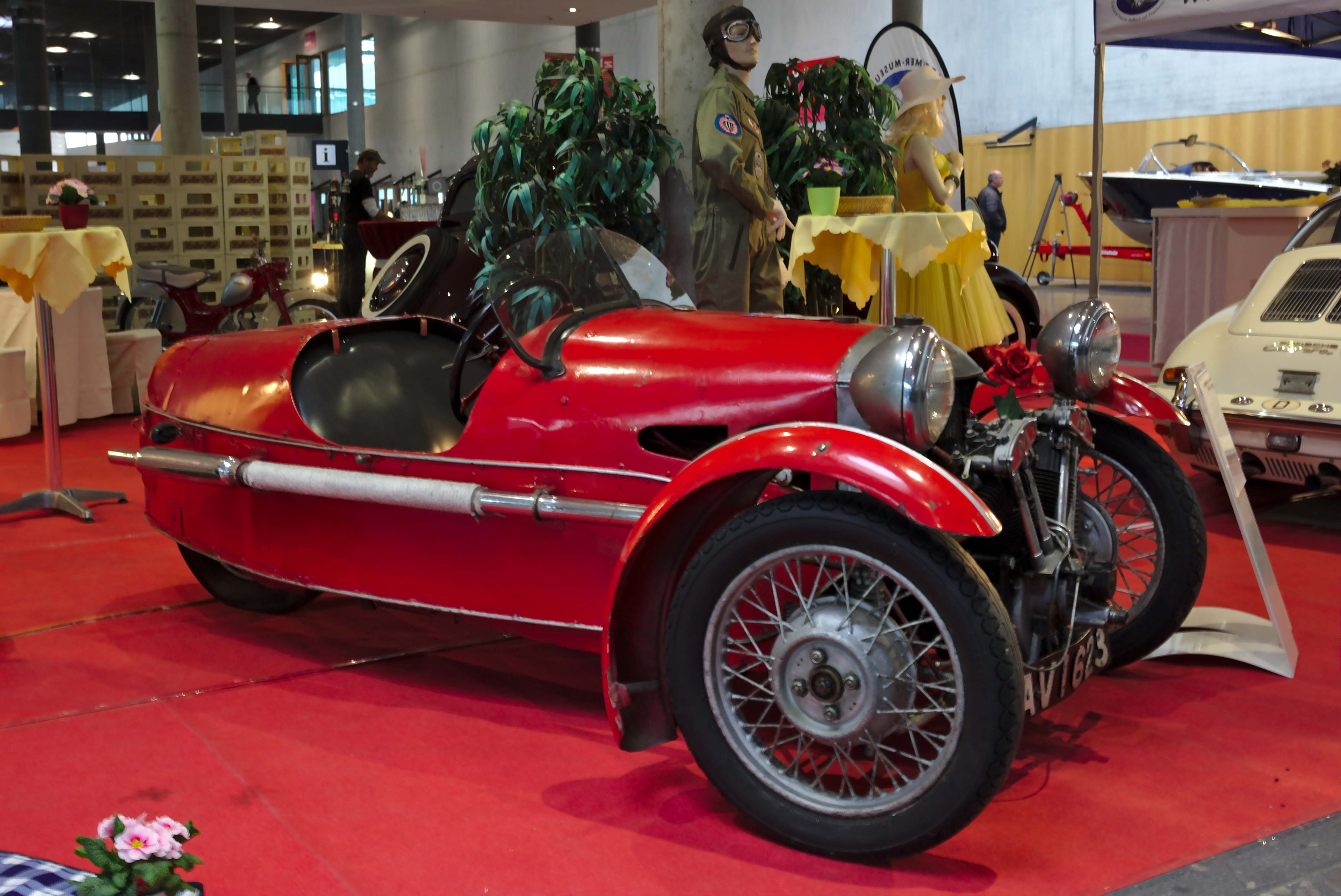
Morgan Threewheeler auf den Retro Classics 2018
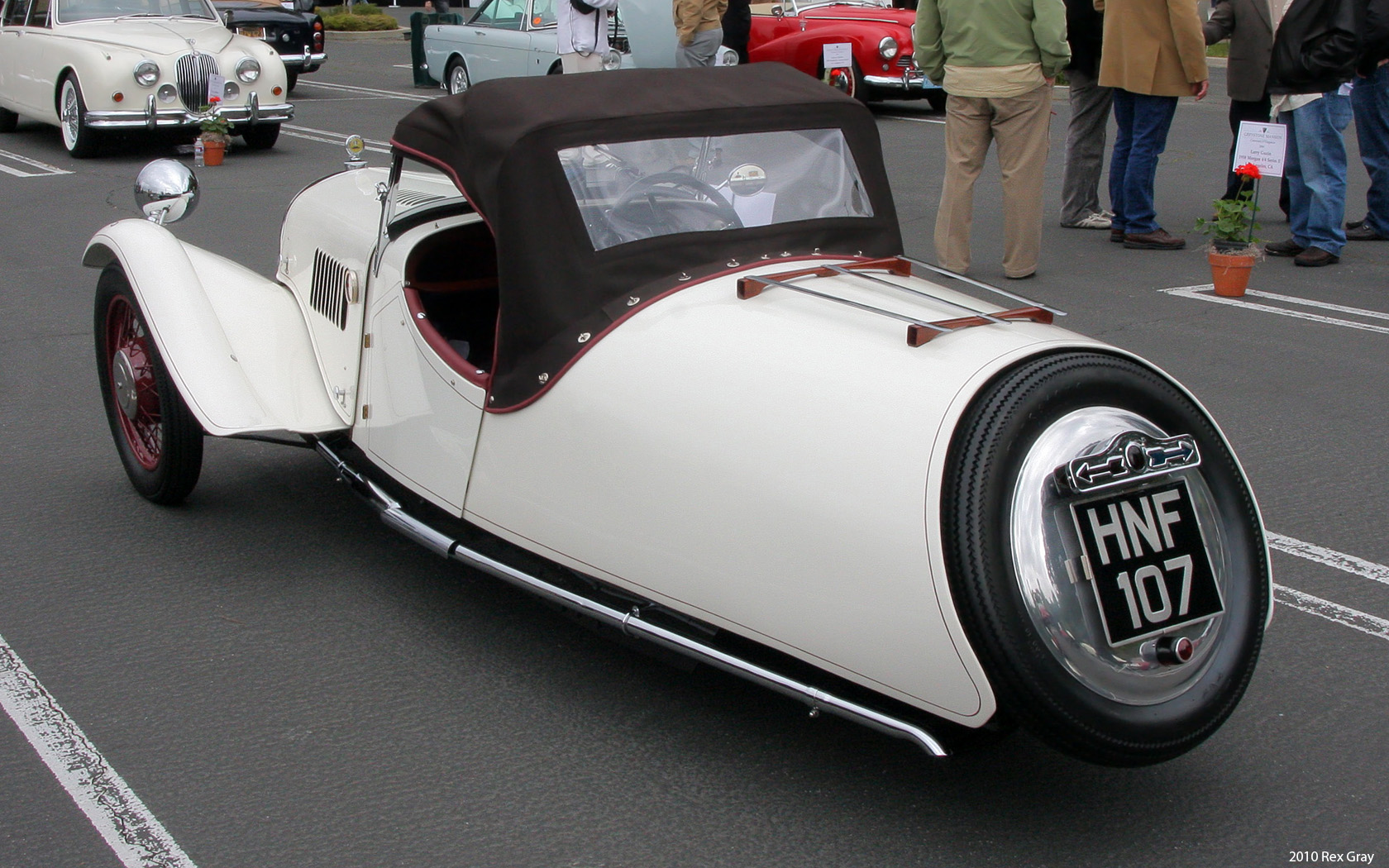
Morgan F-Super
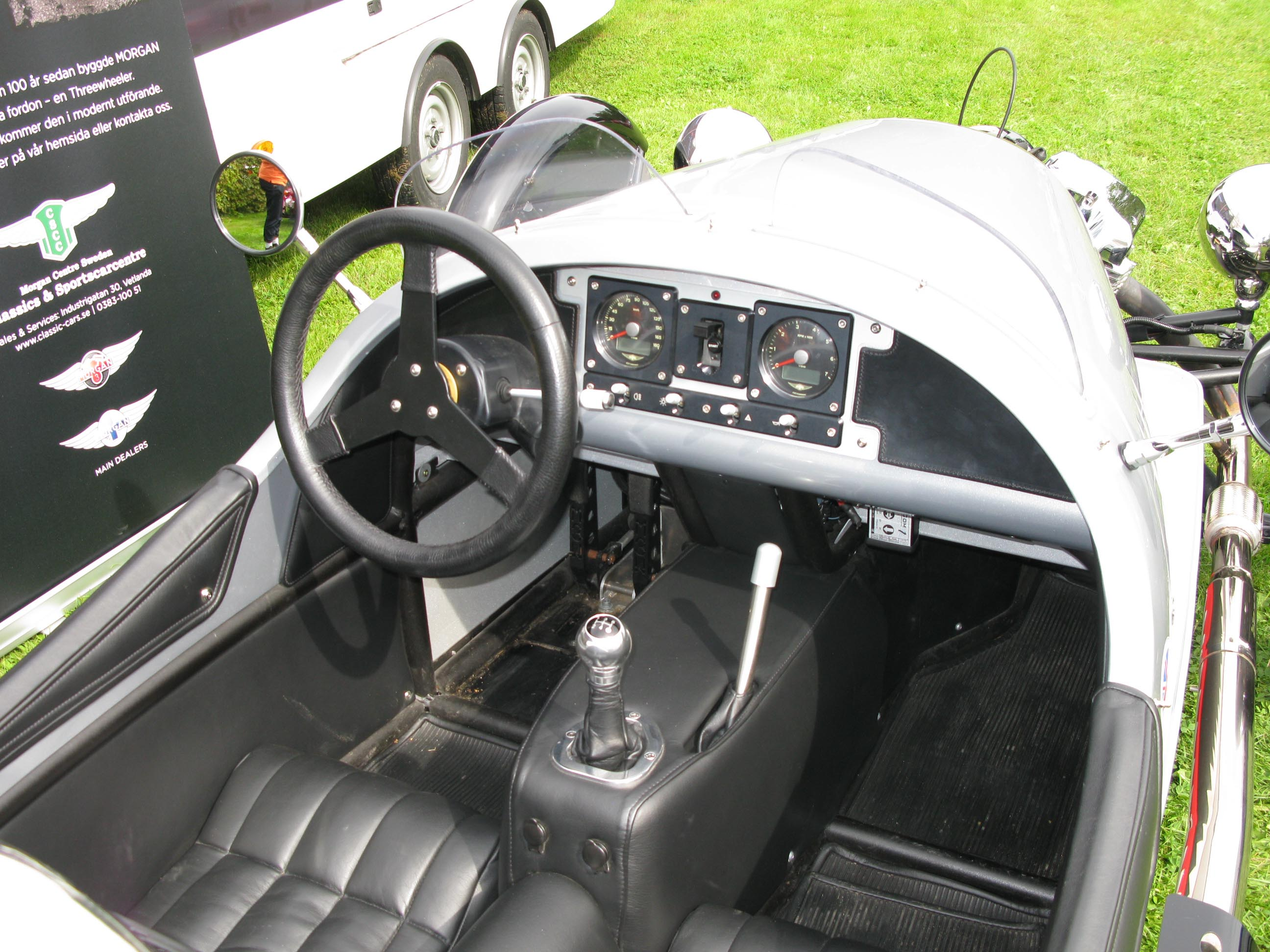
Morgan Threewheeler
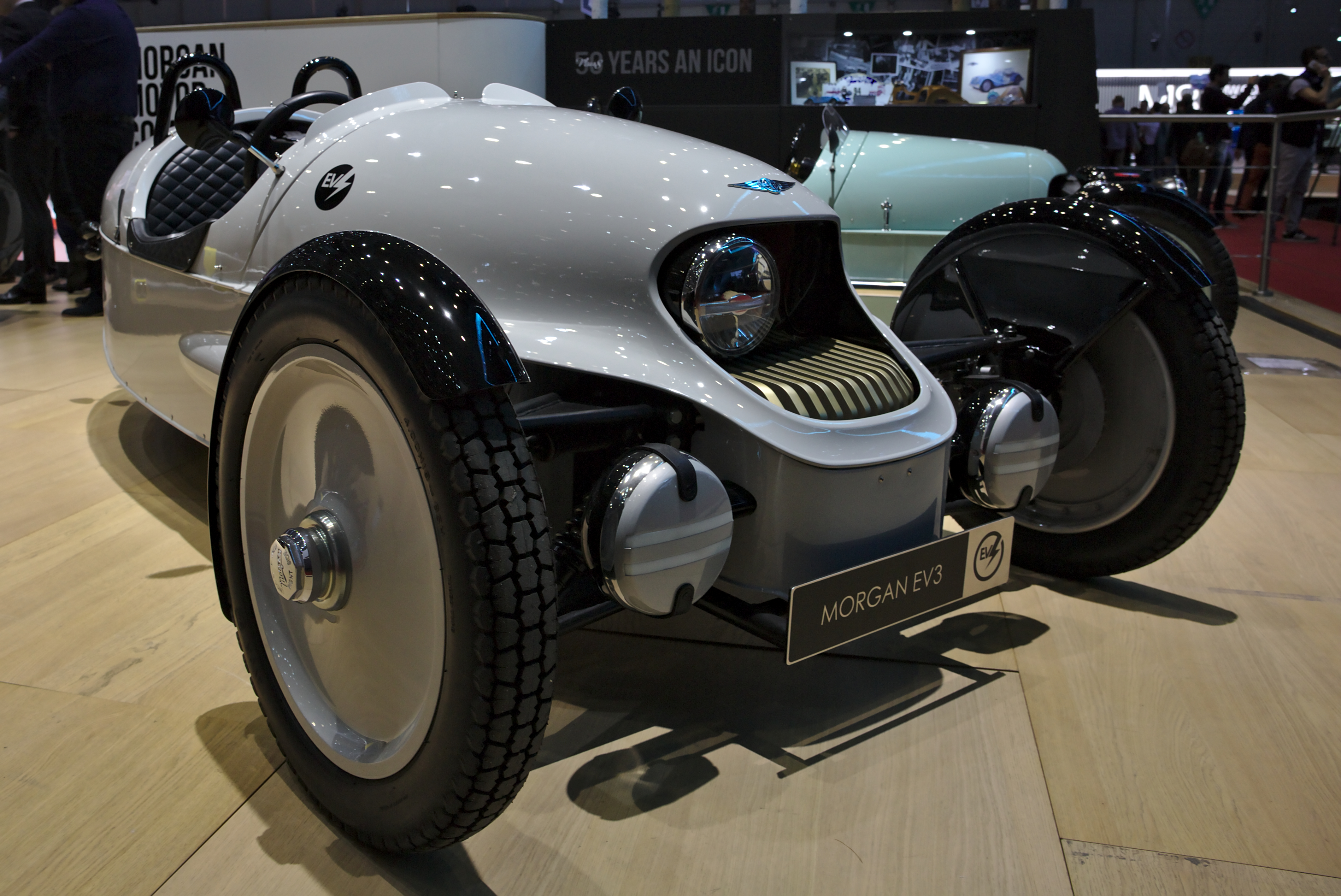
Morgan 3-Wheeler EV3

### Morgan 4/4, Plus 4, Plus 4 Plus

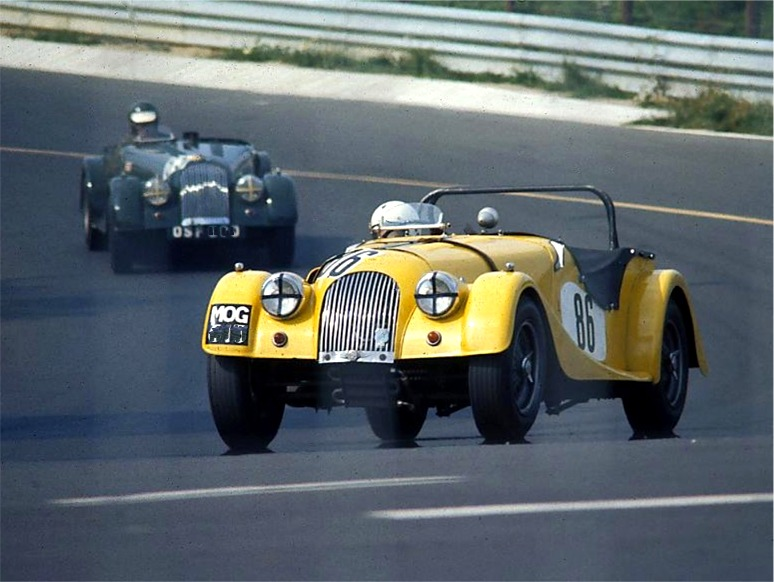
Morgan Plus 4 (1955 u. 1956)

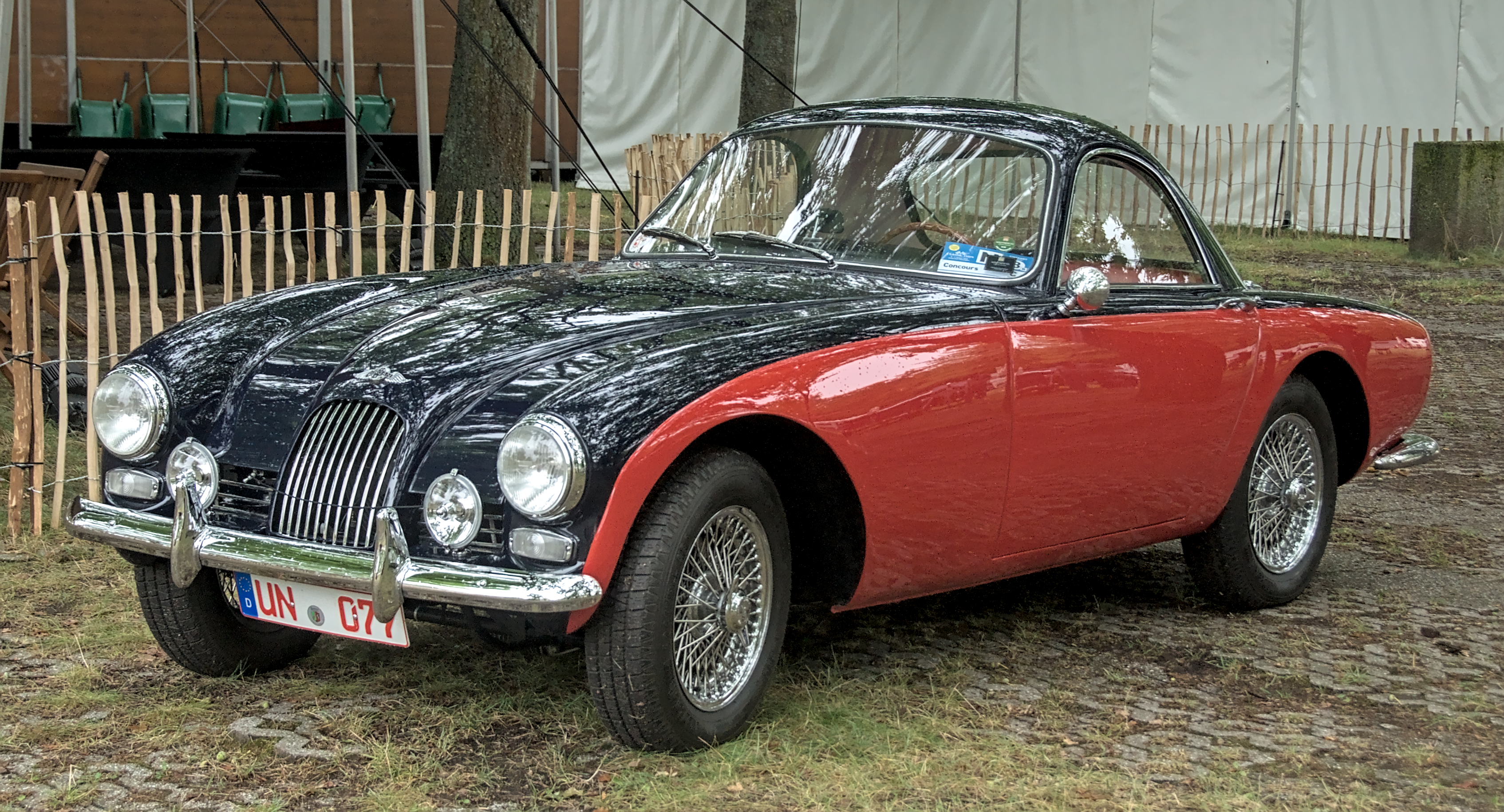
Morgan Plus 4 Plus (1963)

Der erste Prototyp des vierrädrigen Automobils wurde 1935 getestet. Die Serienproduktion des Modells 4/4 (Vierzylinder, vier Räder), das zunächst 4-4 hieß, begann 1936. Dieses Modell wird noch heute gebaut, zwar ein wenig modifiziert, aber konzeptionell unverändert. Hauptsächlich wurden bei Modellwechseln immer wieder modernere Motoren und Getriebe eingebaut, damit das Fahrzeug den geltenden Gesetzen und Zulassungsbestimmungen gerecht werden konnte. Der 4/4 ist so das bis heute am längsten in Serie gebaute Fahrzeug der Welt.
Das sogenannte Drophead Coupé war eine eigenständige Karosserieform, gebaut von 1938 bis 1968. Kennzeichnend war die mit einem starren Scheibenrahmen versehene Windschutzscheibe, das fest am Aufbau montierte klappbare Verdeck, hochgezogene Türen mit festen Scheibenrahmen und Schiebescheiben. Auch dieses Modell wurde in verschiedenen Varianten gebaut: als 4/4, +4, 4-4, auch ein viersitziges Drophead-Coupe („Coupé mit abnehmbarem Dach“, nach deutschem Verständnis ein Cabriolet, komfortabler als ein Roadster) wurde in 52 oder 53 Exemplaren gebaut.
2009 kam mit dem 4/4 Sport eine puristische Variante auf den Markt, die mit einem 82 kW (112 PS) starken 1,6-Liter-Motor von Ford ausgerüstet ist und mit weiter vereinfachter Ausstattung etwa 39.500 Euro kostet.
Das erste Modell mit festem Dach war der nur 26-mal gebaute Morgan Plus 4 Plus von 1963. Er hat eine dem Zeitgeschmack entsprechende Karosserie aus glasfaserverstärktem Kunststoff auf der hergebrachten Plattform.

### +8 / Plus Acht

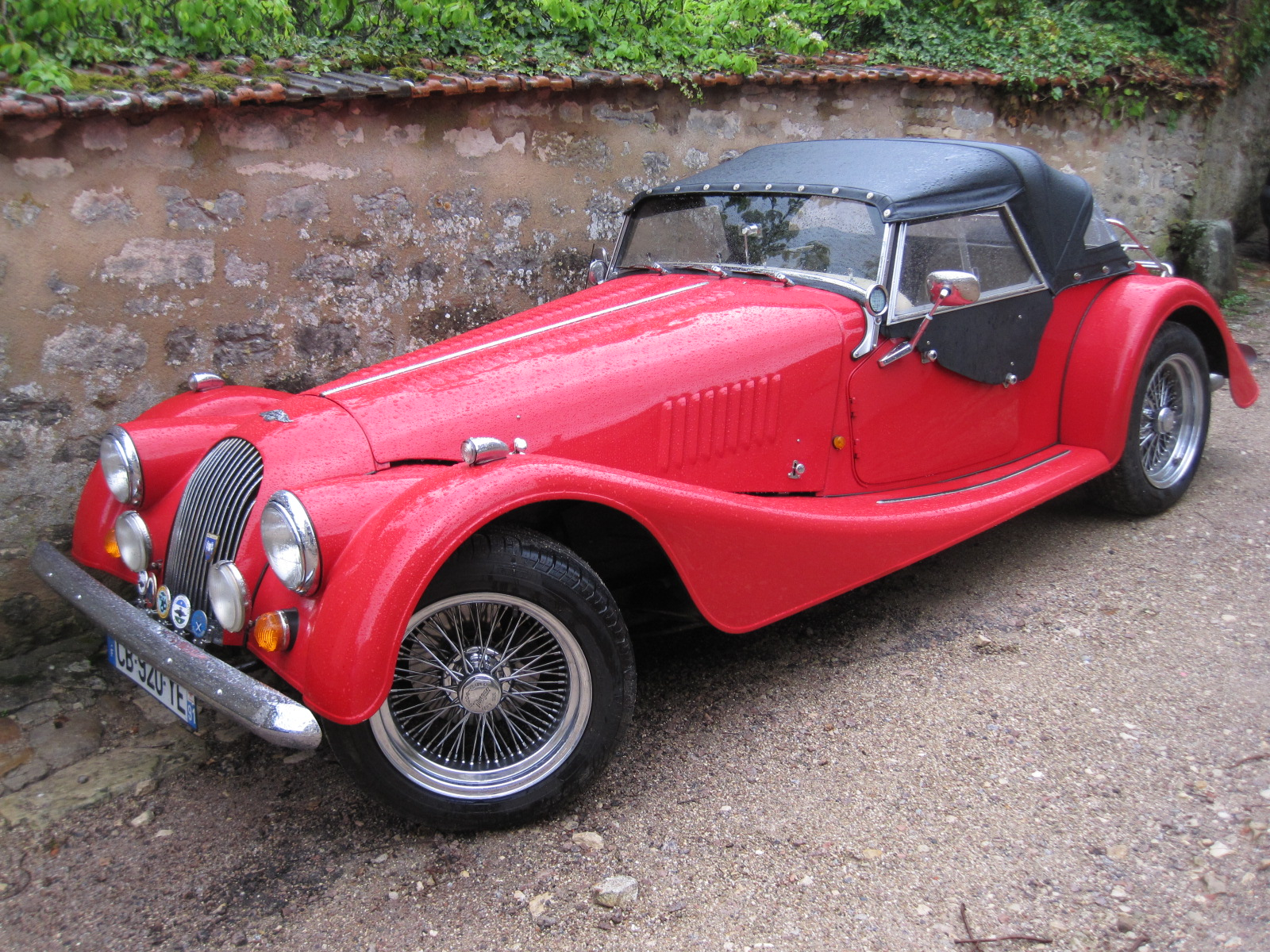
Morgan Plus 8

1969 wurde als zweite Baureihe der +8 (oder Plus 8) mit dem ursprünglich von Buick entwickelten Rover-Achtzylinder-V-Motor mit einem Hubraum von 3,5 Litern und einer Leistung von etwa 120 kW (160 PS) eingeführt. Bei einem Fahrzeuggewicht von 935 kg (Leergewicht) ergaben sich für die damalige Zeit sehr gute Fahrleistungen. In der Beschleunigung konnte er bis zuletzt mit den meisten Sportwagen mithalten. Wegen des nicht sehr sportlich ausgelegten Motors (31 kW/l) hat der Wagen einen guten Durchzug – er kann auch bei niedrigen Geschwindigkeiten in hohen Gängen gefahren werden.
Dieses Modell wurde mit Hubräumen von 3,5 Liter mit Vergaser und etwa 120 kW (160 PS) von 1968/69 bis 1987, mit Saugrohreinspritzung mit ca. 140 kW (190 PS) von 1984 bis 1990, mit 3,9 l Hubraum und Einspritzung, etwa 140 kW (190 PS) von 1990 bis 2004 und als 4,6-Liter-Einspritzmotor mit stark variierenden Leistungsangaben von etwa 140 kW bis etwa 166 kW (190 PS bis 226 PS) von 1998 bis 2001 produziert.
Allein der Beliebtheit und andauernden Popularität dieses Modells ist es zu verdanken, dass die Morgan Motor Company in den 36 Jahren seiner Produktion (1968–2004) von einer Pleite verschont blieb.
Als Mitte der 1970er Jahre in den USA Emissionsgrenzen für Verbrennungsmotoren eingeführt wurden, rüstete man alle von 1974 bis 1992 eingeführten Plus 8 auf Propangas-Betrieb um. Als Rover schließlich in den 1990ern einen neuen abgasarmen Motor zur Verfügung stellte, konnte auch der Plus 8 wieder mit Benzinmotor in den USA verkauft werden. Als aber ab 2006 neue Sicherheitsrichtlinien in Bezug auf Karosserie und Airbags galten, versuchte man vergeblich eine Ausnahme von diesen Gesetzen zu erhalten, was den Import klassischer Morgans stark sinken ließ.

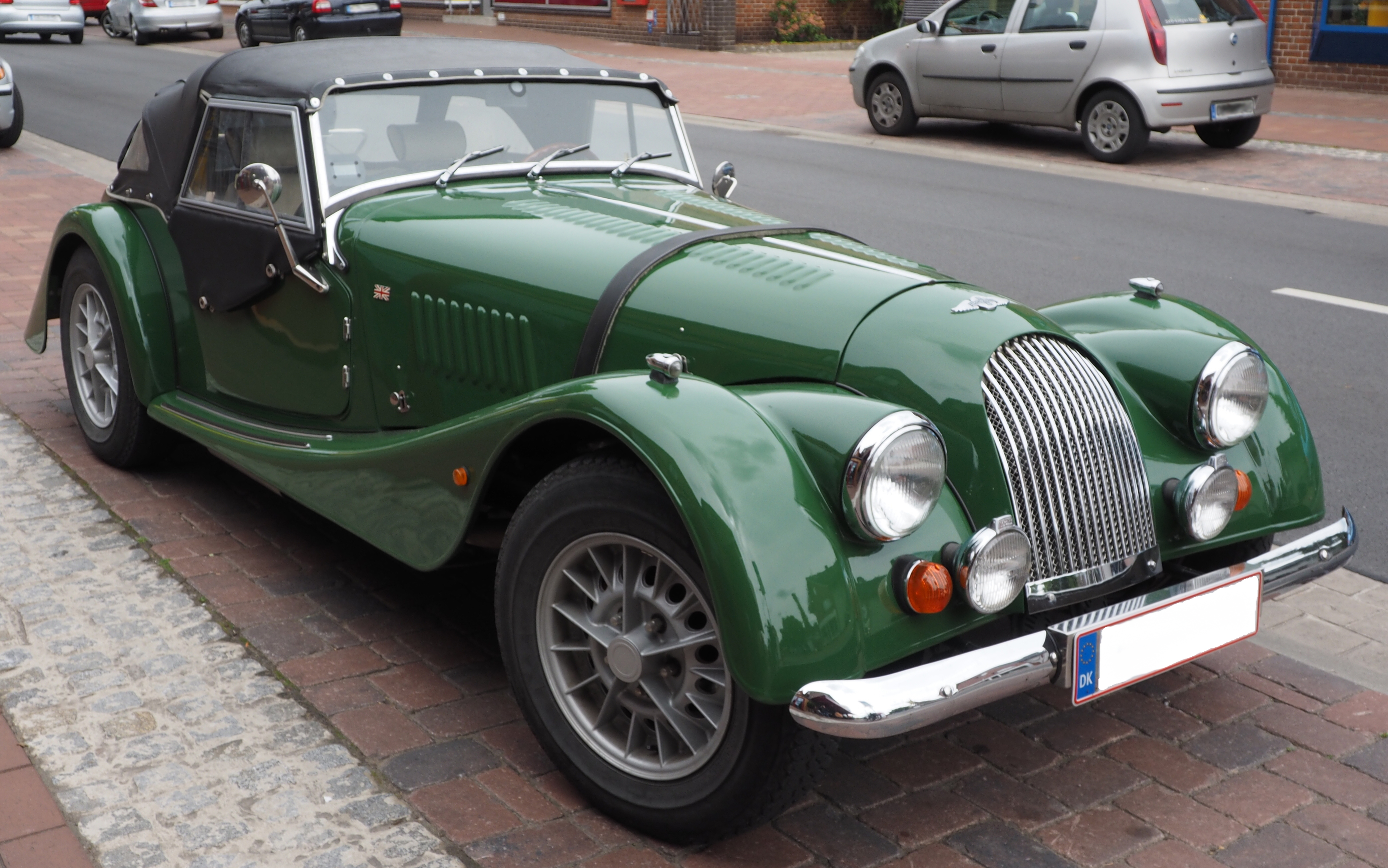
Morgan Plus 8 (2012–2018)

Im März 2012 stellte Morgan auf dem Genfer Auto-Salon einen neuen Achtzylinder-Roadster unter dem traditionellen Namen Plus 8 vor. Statt der Karosserie mit Holzgerippe und Aluminiumbeplankung hat der Wagen wie der Aero 8 ein Monocoque aus Aluminium. Die Form erinnert an den ersten Plus 8, die Karosserie ist aber etwa 30 cm breiter und 15 cm länger.
Angetrieben wird der neue Plus 8 von einem BMW-4,8-Liter-V8-Motor, der mit Motorleistungen von 270 kW und 291 kW angeboten wird. Serienmäßig hat der Wagen ein Sechsgang-Schaltgetriebe, wahlweise gibt es eine Sechsgang-Automatik. Laut Herstellerangabe beschleunigt das 1100 Kilogramm schwere Fahrzeug in 4,5 Sekunden von null auf 100 km/h, als Höchstgeschwindigkeit sind 250 km/h angegeben. Der 2012er Plus 8 erfüllt die aktuellen europäischen Sicherheits- und Emissionsstandards.

### Aero 8

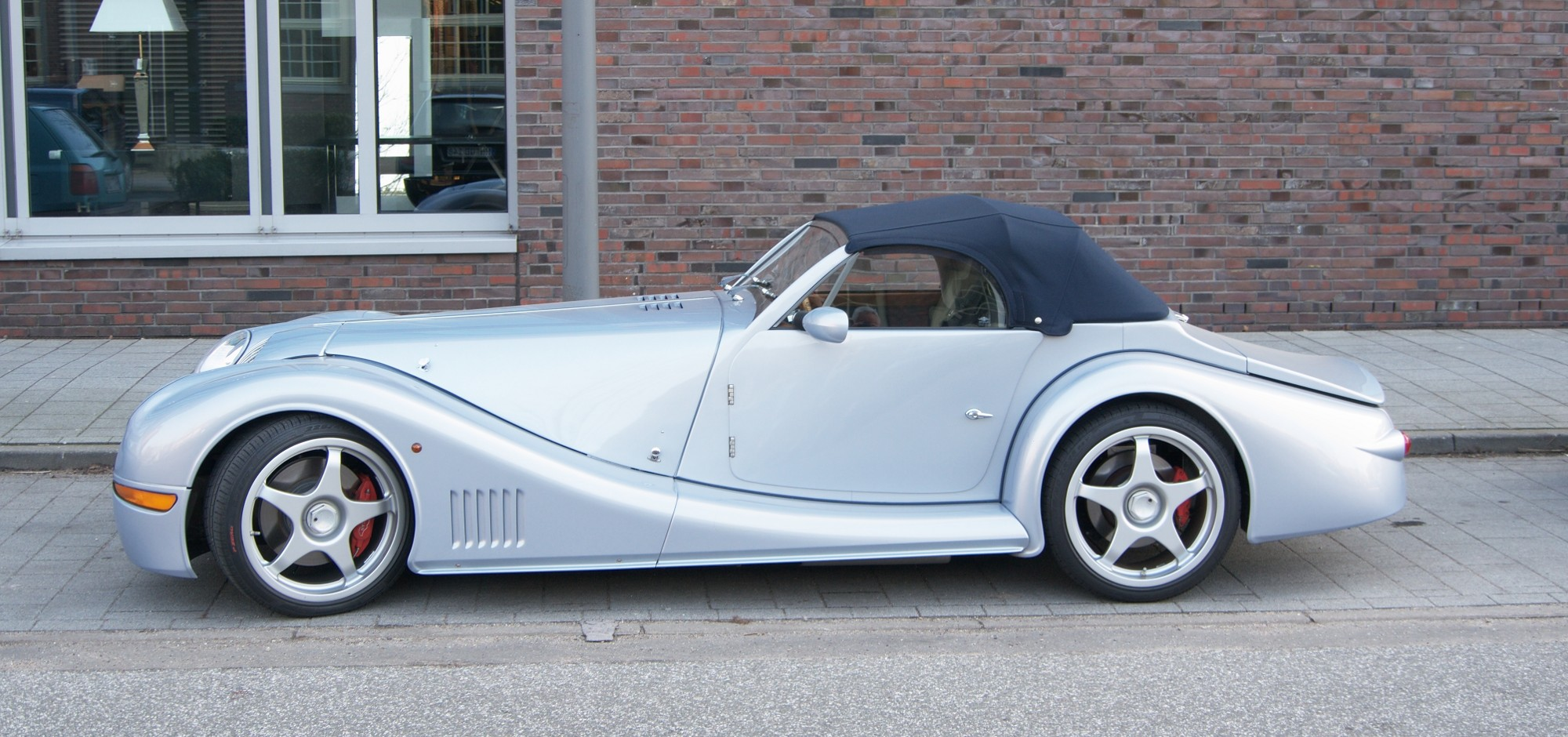
Morgan Aero 8

Im Februar 2000 stellte Morgan auf dem Genfer Auto-Salon den neuen Aero 8 mit 4,4-Liter-BMW-V8-Motor (N62), neuem Chassis und Fahrwerk und modernisierter Linienführung vor. Die Auslieferung des Aero 8 begann 2001. Er kostete weit mehr als die bis dahin angebotenen Modelle, war für anspruchsvolle Kundschaft gedacht und beschleunigt in 4,5 s von 0 auf 100 km/h.
Seit 2006 rüstete Morgan den Aero 8 serienmäßig mit Airbags und einem Antiblockiersystem (ABS) aus. Zudem ist ein Facelift mit verkleinertem Lufteinlass unterhalb des Kühlergrills und runden Blinkern eingeführt worden. Auch die zugunsten eines niedrigeren Luftwiderstandes „schielenden“ Scheinwerfer von VW wurden aufgegeben. Die Gläser der neuen, für den Mini entwickelten Scheinwerfer standen quer zur Fahrtrichtung.
Ein 4,8-Liter-BMW-V8-Motor mit 270 kW (367 PS) treibt die letzte Version des Aero 8 an. Er soll in 4,2 s von 0 auf 100 km/h beschleunigen und eine Endgeschwindigkeit von 273 km/h erreichen.
In zehn Baujahren wurden vier Varianten des Aero 8 gebaut, insgesamt ca. 700 Fahrzeuge sowie 100 Aeromax. Die Serienproduktion wurde 2010 eingestellt. Im vierten Quartal 2015 wurde die Serienproduktion der 5. Generation des Aero 8 aufgenommen.

### Aeromax

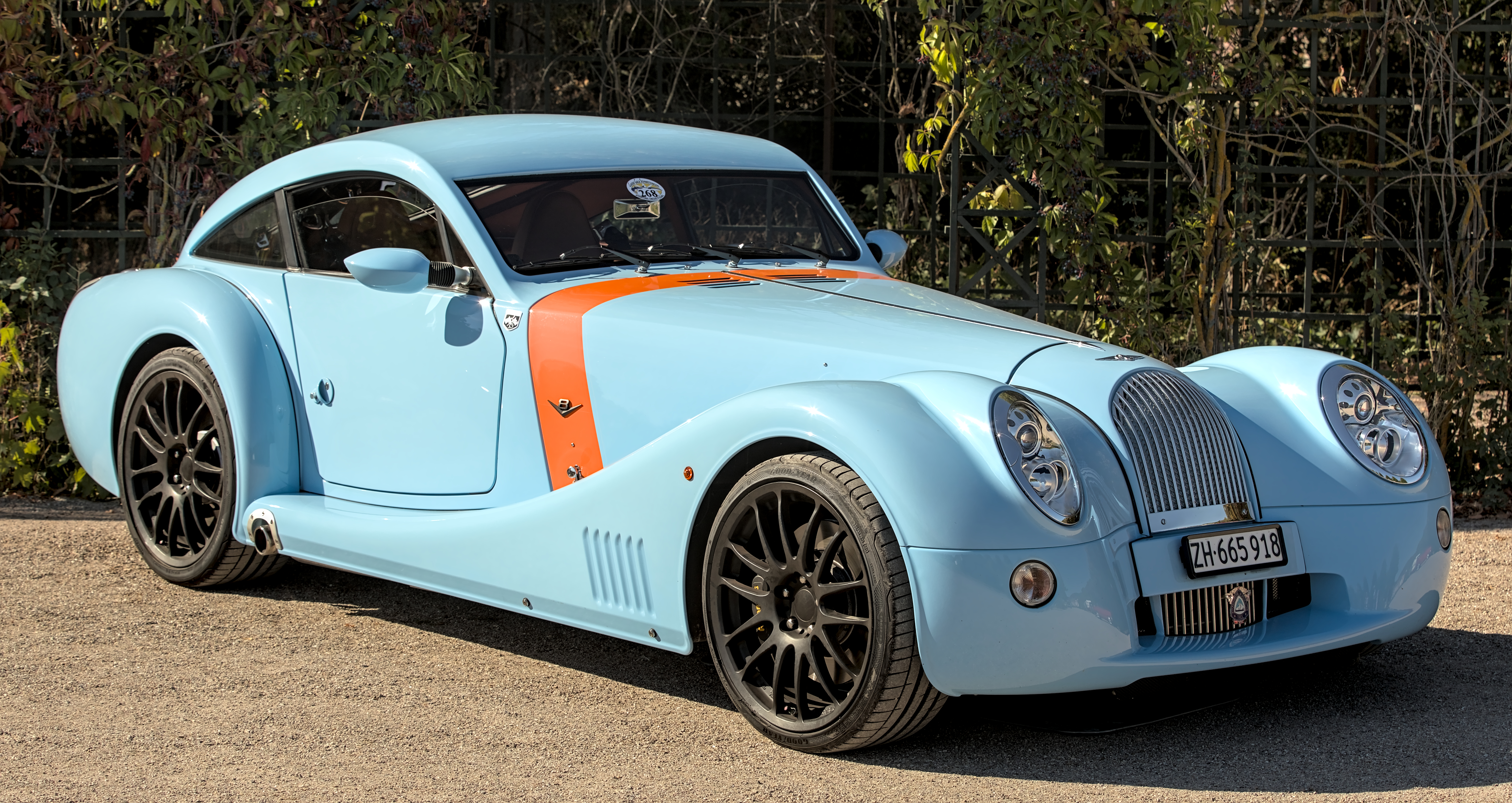
Morgan Aeromax

2005 präsentierte Morgan am Genfer Salon den Aeromax, ein auf dem Aero aufbauendes Einzelstück, das für den Schweizer Bankier Prinz Eric Ioan Sturdza gebaut wurde. Designer dieses Wagens war Matthew Humphries. Der Wagen ist ein Coupé mit Fließheck und längs geteiltem Heckfenster mit aufklappbaren dreieckigen Glashälften.
Morgan Motor Company legte ein dem Aeromax ähnliches Modell in auf 100 Exemplare limitierter Serie parallel zum Aero 8 auf. Wie der Aero 8 war es mit manuell zu schaltendem Sechsganggetriebe oder ZF-Sechsstufenautomatik erhältlich. Ab Frühjahr 2007 wurde es ausgeliefert. Die letzten Exemplare sollten im Jubiläumsjahr 2009 oder Anfang 2010 an die Besitzer übergeben worden sein. Ein Aeromax des Modelljahres 2010 wurde im folgenden Jahr für US$ 209.000 versteigert.

### Roadster

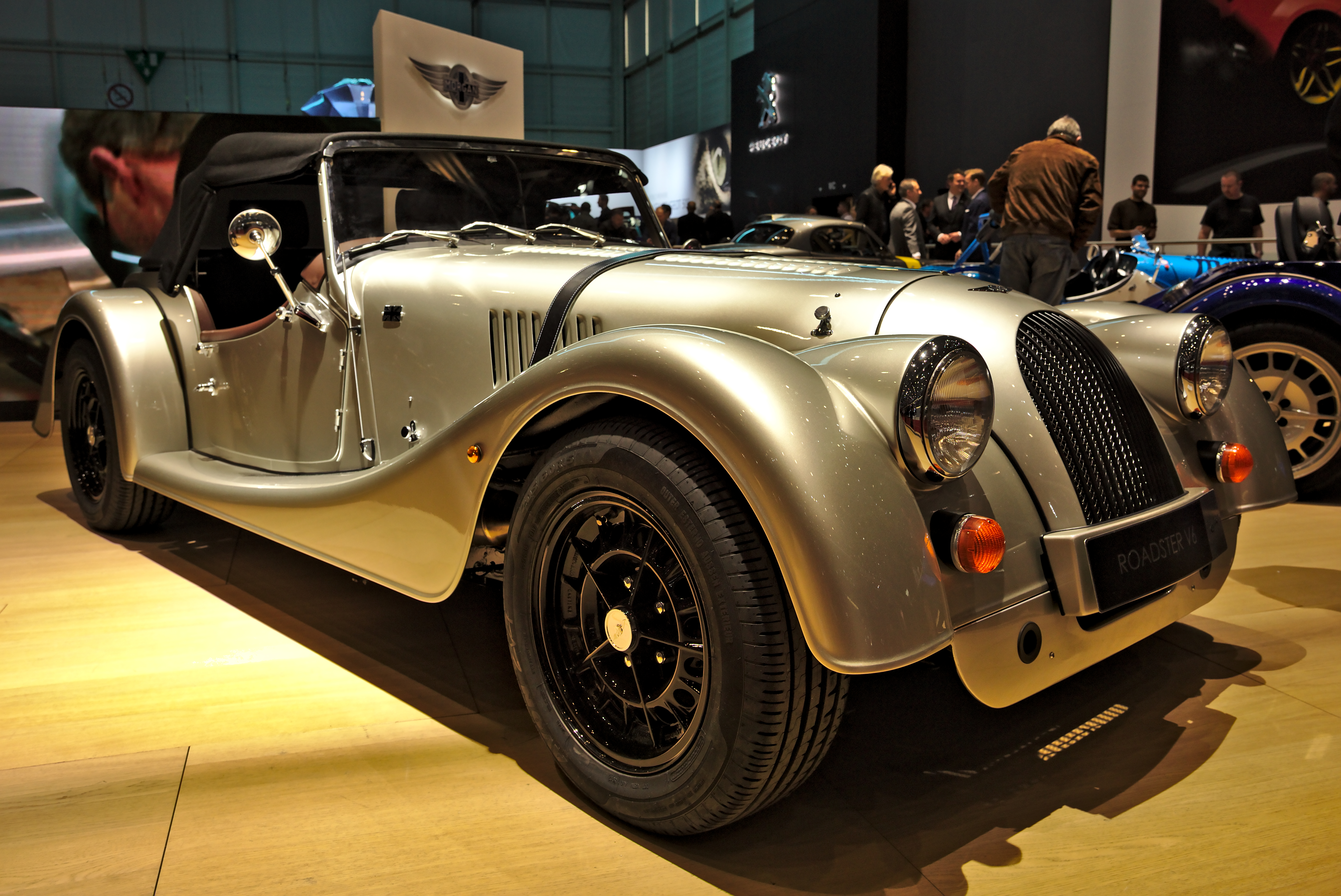
Morgan Roadster

Seit der Einstellung der Produktion der Rover-V-8-Motoren im Jahre 2004 wird anstelle des Plus 8 der neue Roadster mit Ford- bzw. Jaguar-Drei-Liter-Sechszylinder-V-Motor (etwa 160 bis 170 kW, bzw. 220 bis 230 PS) angeboten. Ab November 2007 verringerte sich die Leistung durch den Einbau von anderen Katalysatoren auf 150 kW (203 PS).
Der Morgan Roadster wird auch in einer um 100 kg leichteren Version angeboten, diese wird von einem 170 kW (230 PS) starken V-6-Motor angetrieben.
Ab 2012 wurde in den Roadster ein neuer Motor eingebaut: ein Ford-3,7-Liter-V-6-Motor mit 209 kW (280 PS) und Ford-6-Gang-Getriebe.

### Roadster 4-Seater

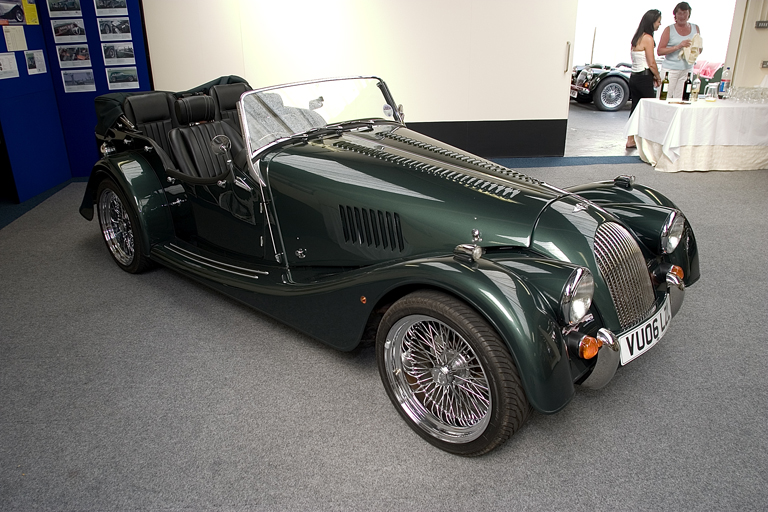
4 Seater Roadster

Seit dem Genfer Auto-Salon 2006 wird mit dem Roadster 4-Seater wieder ein Morgan-Modell als Viersitzer angeboten. Das überarbeitete Design des neuen Viersitzers stammt von Matthew Humphries, einem jungen britischen Designer. Den Wagen gibt es auch als +4 mit 2,0-Liter-Ford-Duratec-Maschine mit etwa 107 kW (145 PS).

### 3 Wheeler

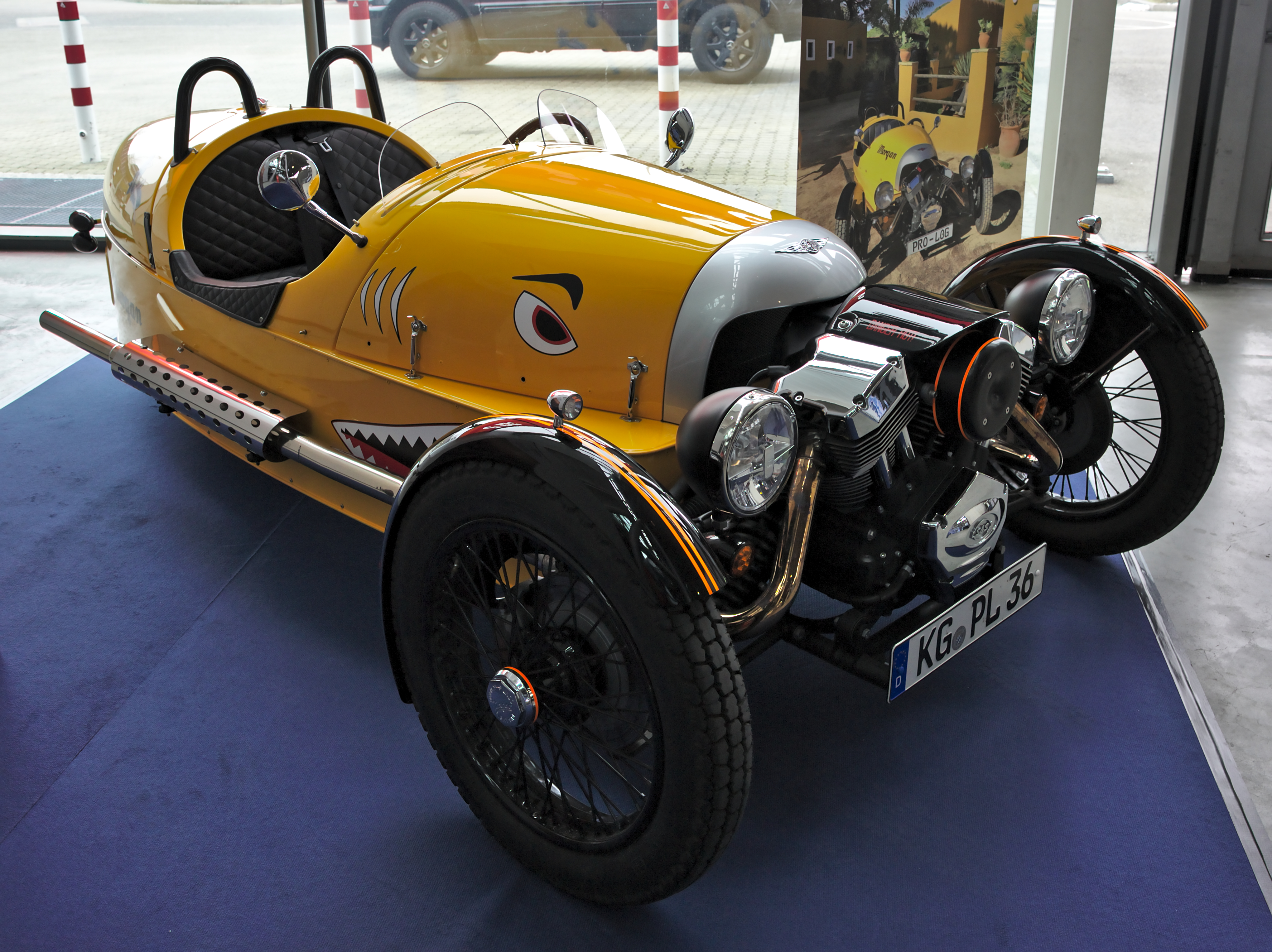
Morgan 3 Wheeler

Am 3. März 2011 präsentierte Morgan im Rahmen des Genfer Automobilsalons einen neuen 3 Wheeler. Das in Großbritannien als Motorrad homologierte Fahrzeug sieht aus wie sein historischer Vorgänger. Angetrieben wird es von einem 60 kW starken V-2-Motor des Herstellers S&S, der für Custombike-Motoren und Tuningteile insbesondere für Harley-Davidson bekannt ist. Das Getriebe stammt aus dem Roadster Mazda MX-5 und hat hierdurch – erstmals bei Morgan 3 Wheelern – auch einen Rückwärtsgang. Auf der jährlich stattfindenden „Motorcycle Live“ wurde 2013 die aktualisierte „2014 Edition“ vorgestellt.

### Plus Six

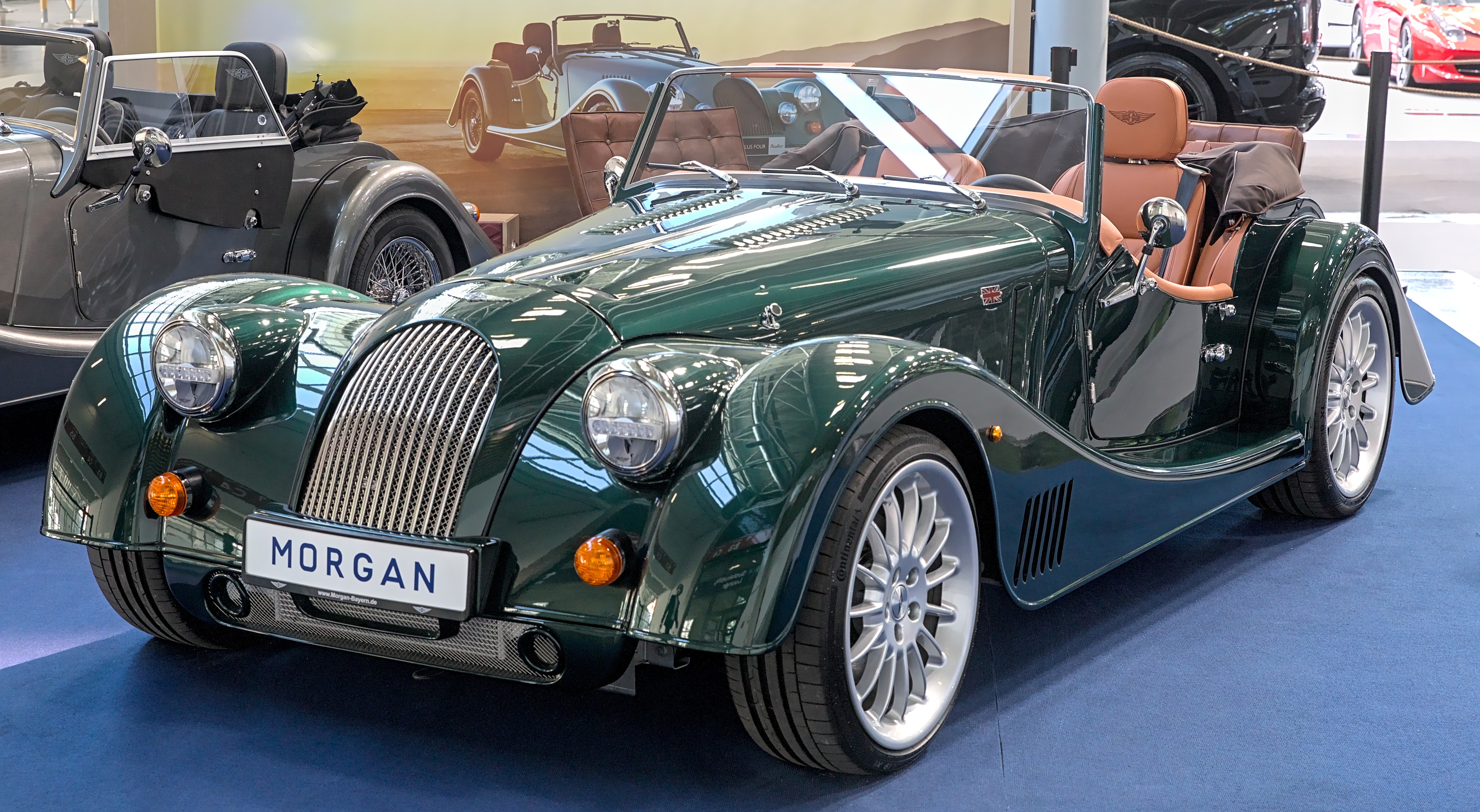
Morgan Plus Six

Auf dem Genfer Auto-Salon 2019 wurde der Plus Six präsentiert. Er wird vom turbogeladenen BMW-B58-Reihensechszylinder-Ottomotor mit 340 PS und einem Achtgang-Automatikgetriebe von ZF angetrieben. Anstelle des traditionellen Morgan-Leiterrahmens und der Schiebesäulenaufhängung verfügt es über ein neues Aluminiumgehäuse und ein völlig unabhängiges Aufhängungsdesign mit doppelten Querlenkern vorne und einem Mehrlenkersystem hinten.

## Aktuelle Modelle

### Plus Four
Anfang März 2020 präsentierte Morgan den neuen Plus Four. Gegenüber dem Vorgängermodell Plus 4 wird die Ziffer im Modellnamen durch ein Zahlwort ersetzt. Der Motor ist ein turbogeladener Reihenvierzylinder-Ottomotor mit 258 PS, Typ BMW B48.

### Super 3
Als Nachfolgemodell des 3 Wheeler präsentierte der Hersteller im Februar 2022 den Super 3. Er wird von einem 118 PS starken 1,5-Liter-Ottomotor von Ford angetrieben, der nun unter einer Motorhaube verbaut ist. Weiterhin wird nur das Hinterrad angetrieben.

### Supersport
Als Nachfolgemodell des Plus Six präsentierte Morgan Motor im März 2025 den Supersport. Er verwendet auch den BMW-B58-Reihensechszylinder-Ottomotor mit maximal 340 PS.

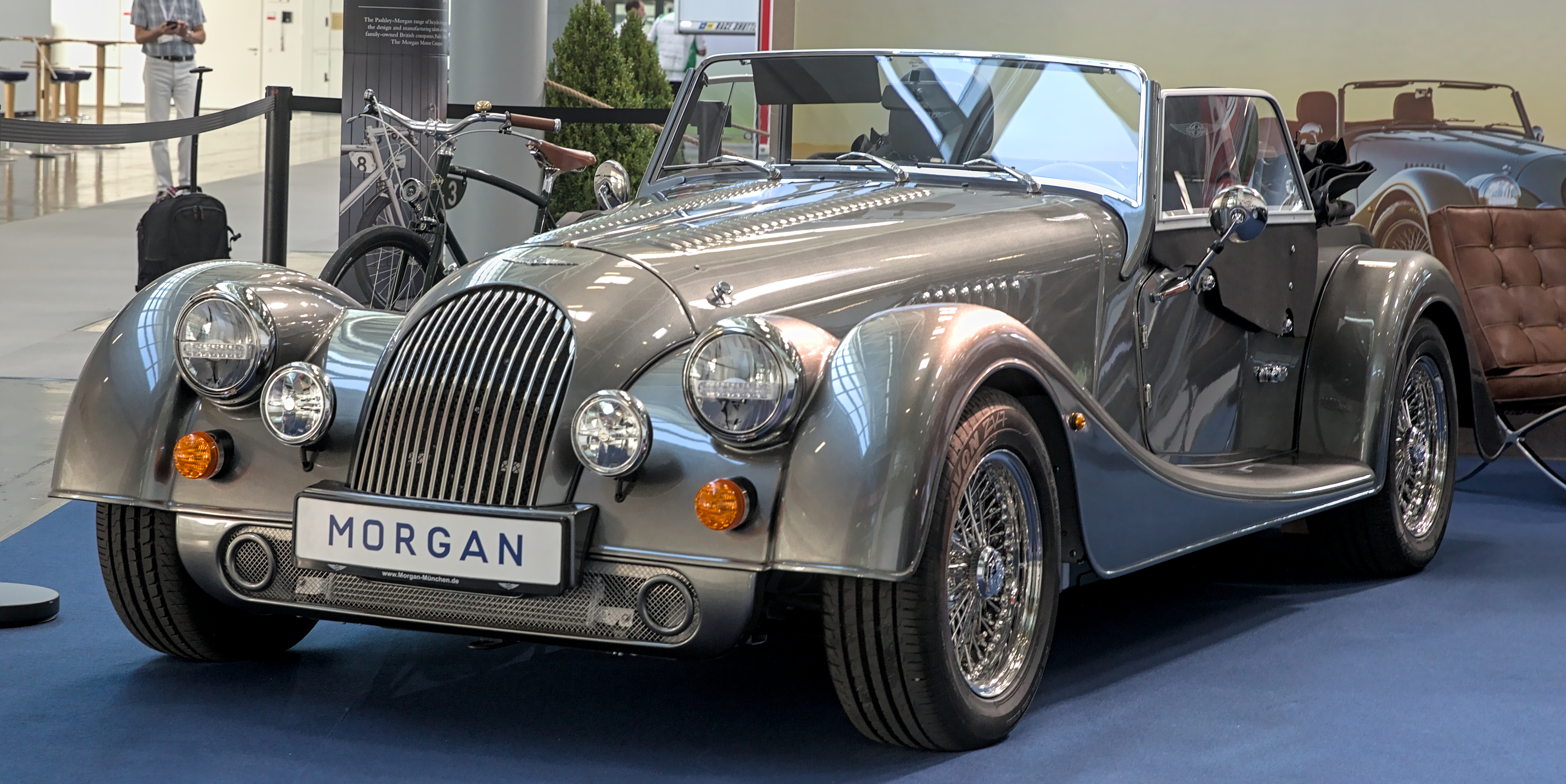
Morgan Plus Four
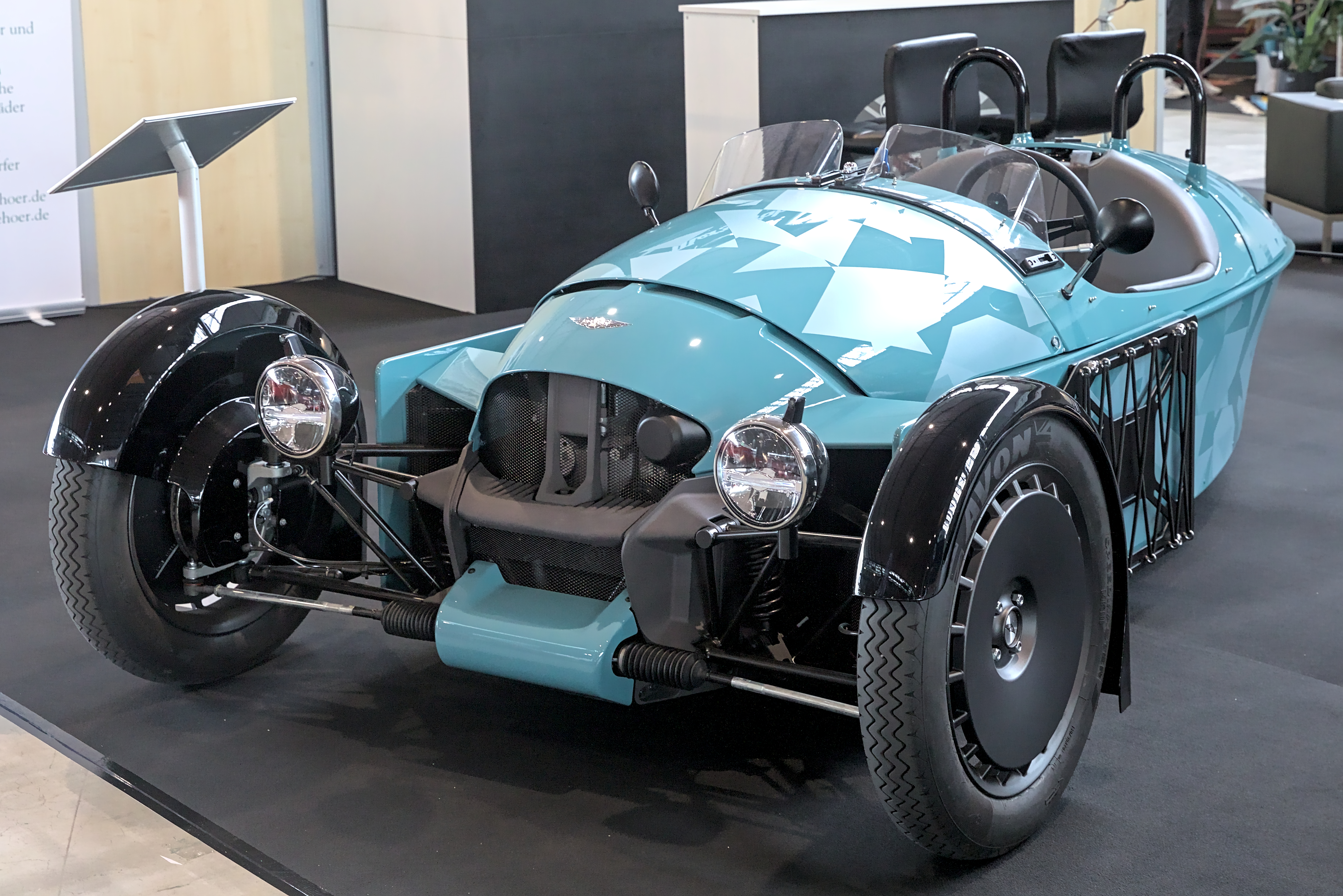
Morgan Super 3
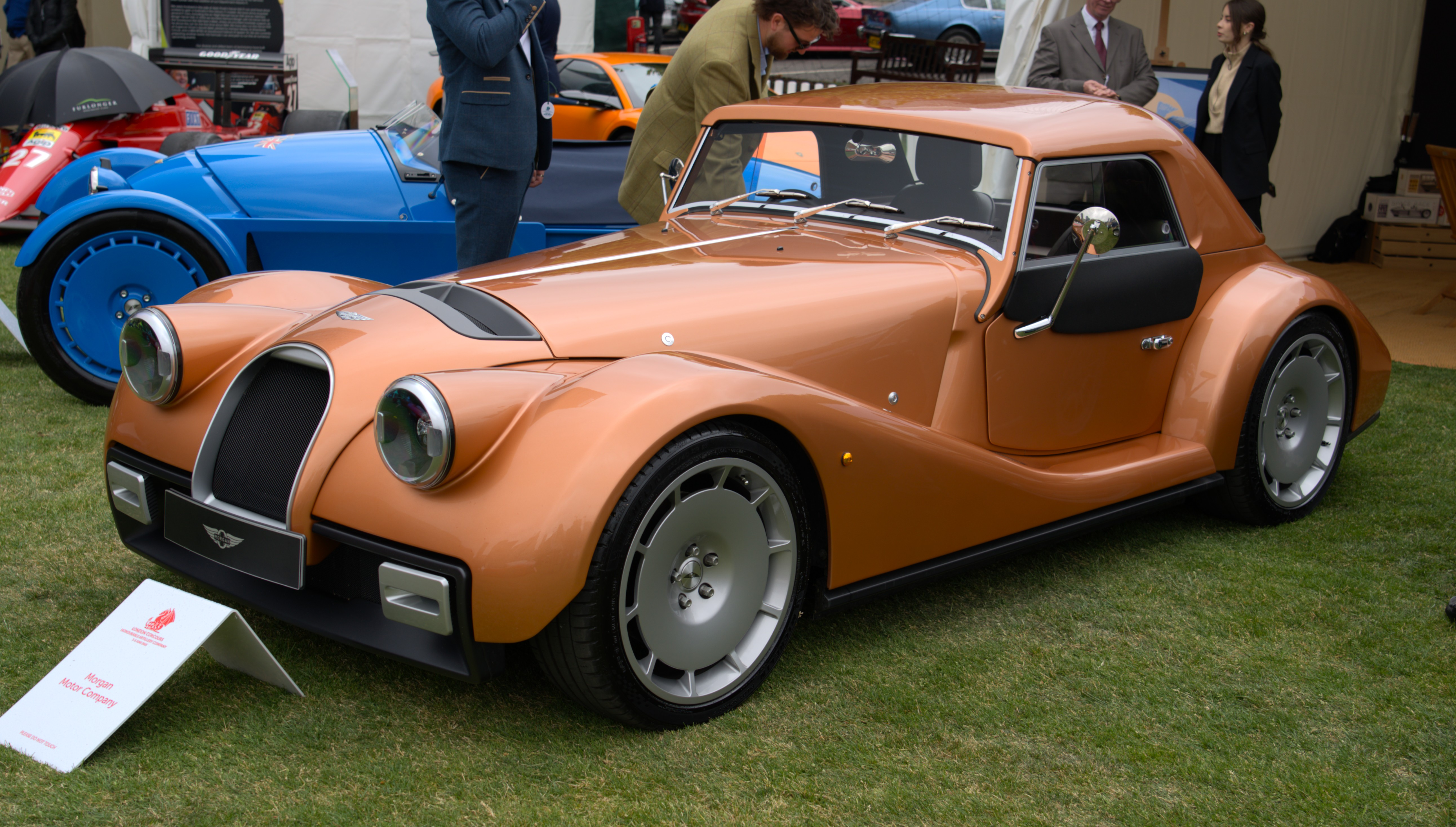
Morgan Supersport

## Technische Merkmale und Eigenheiten

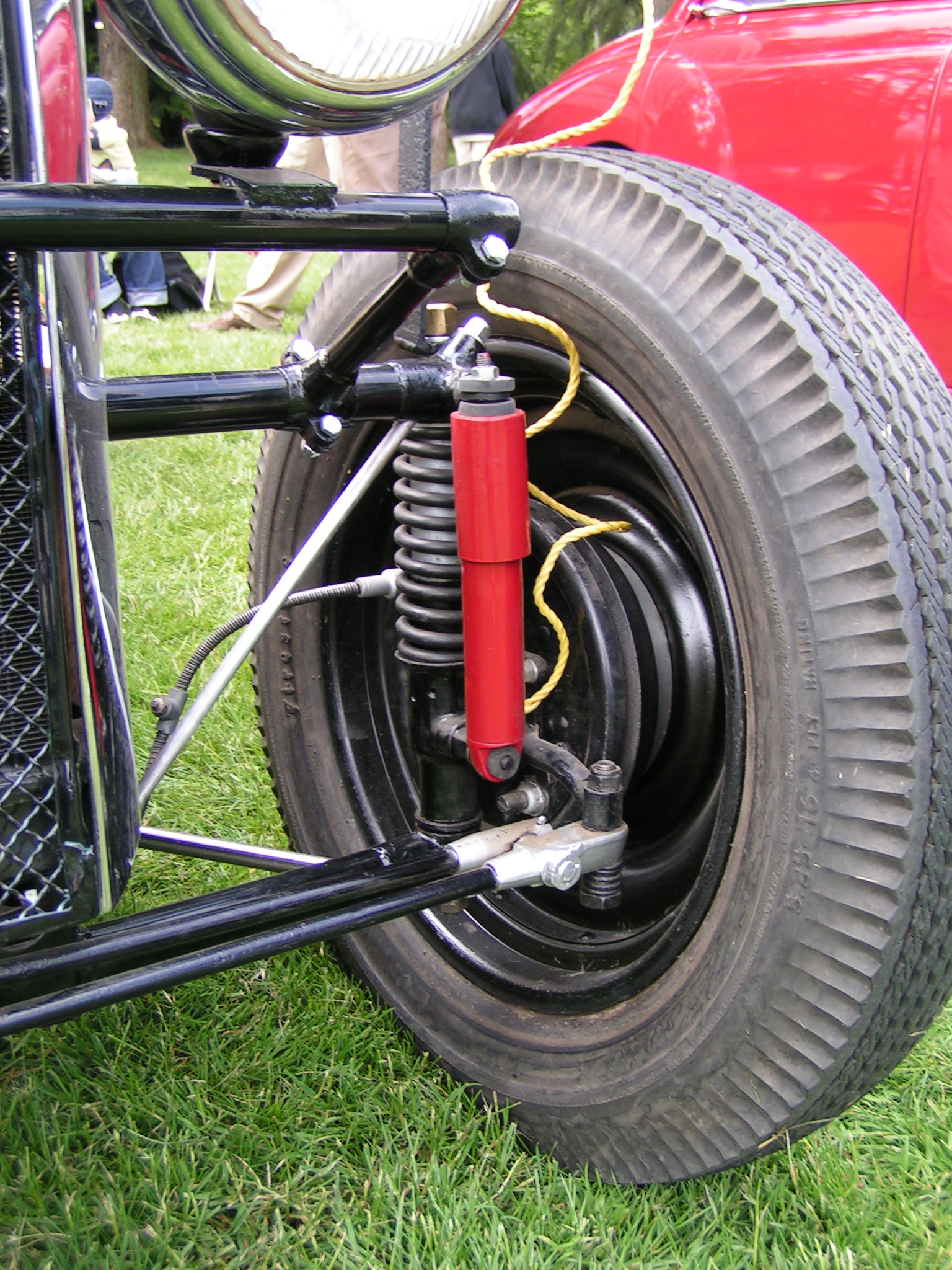
Geradwegfederung

Alle Morgan-Modelle außer dem Aero 8 haben immer noch ein Holzgerüst für die Karosserie auf einem Stahlrahmen – Morgan ist damit das letzte Automobilunternehmen, das noch für Personenkraftwagen die klassische Gemischtbauweise verwendet, wie sie im Boots- und Kutschenbau üblich ist. Ältere Morgans neigen zu Karosserieschäden, weil der Aufbau nicht sehr dicht ist und nur von außen lackiert wurde. Daher rostet das Blech von innen und das Eschenholzgerippe verrottet, sobald Wasser eindringt.
Die älteren vierrädrigen Modelle haben einen stählernen Fischbauchrahmen aus nach außen gebogenen Z-Profilen. Der Boden ist aus Sperrholz. Die unabhängige Vorderradaufhängung besteht aus zwei starr mit dem Rahmen verbundenen Querträgerrohren mit einer Geradwegfederung, ein Patent von Morgan aus dem Jahre 1909. Die hintere Starrachse ist an Blattfedern aufgehängt, sie wird bei den stärkeren Modellen mit einem Sperrdifferential ausgerüstet. Der Rahmen läuft („underslung“) unter der Achse her.
Der auf dem Rahmen aufgesetzte Aufbau besteht aus einem Gerippe aus Eschenholz, je nach Modell und Baujahr mit Stahl- oder Alublech beplankt.
Das Modell Aero 8 ist von modernerer Machart. Federführender Konstrukteur des Aero8 war Chris Lawrence, der 1962 bereits auf einem von ihm persönlich modifizierten und getunten Morgan +4 Super Sports die 2-Liter-Klasse des 24-Stunden-Rennens von Le Mans gewinnen konnte.
Beim Aero 8 ist das Chassis ein aus weitgehend ebenen Aluminiumblechen zusammengeklebtes und genietetes Monocoque, mit handgetriebenen Verkleidungsblechen (Kotflügel, Motor- und Kofferraumhauben), auch aus Aluminium. Vorder- und Hinterräder sind einzeln an Doppelquerlenkern aufgehängt.

## Motorsport
Morgan ist von jeher – unterschiedlich stark – im Motorsport involviert. So hat ein Werksteam 2003 und 2004 am 24-Stunden-Rennen von Le Mans in der Klasse GT2 teilgenommen. In den Jahren 2007 bis 2009 beteiligte sich ein wiederum vom Bankhaus Banque Baring Brothers Sturdza gesponsertes Team in fünf Rennen der FIA-GT3-Europameisterschaft.